# Parco eolico di Horse Hollow
Il parco eolico di Horse Hollow, noto in inglese come Horse Hollow Wind Energy Center, è un grande parco eolico degli Stati Uniti d'America.
Questo parco ha una capacità di produzione di 735,5 Megawatt, si trova in Texas e copre un'area di 190 km² suddivisi tra la Contea di Taylor e la Contea di Nolan e consiste di 421 turbine eoliche. Negli Stati Uniti è superato solo dal Roscoe Wind Farm anch'esso in Texas.
La prima fase del progetto, consistente nella produzione di 213 MW è terminata a fine 2005; la seconda fase, con i suoi 223,5 MW in più è stata completata nel secondo quarto del 2006; infine la terza fase che aggiungeva gli ultimi 299 MW è stata completata alla fine del 2006.